# 라쿠야키

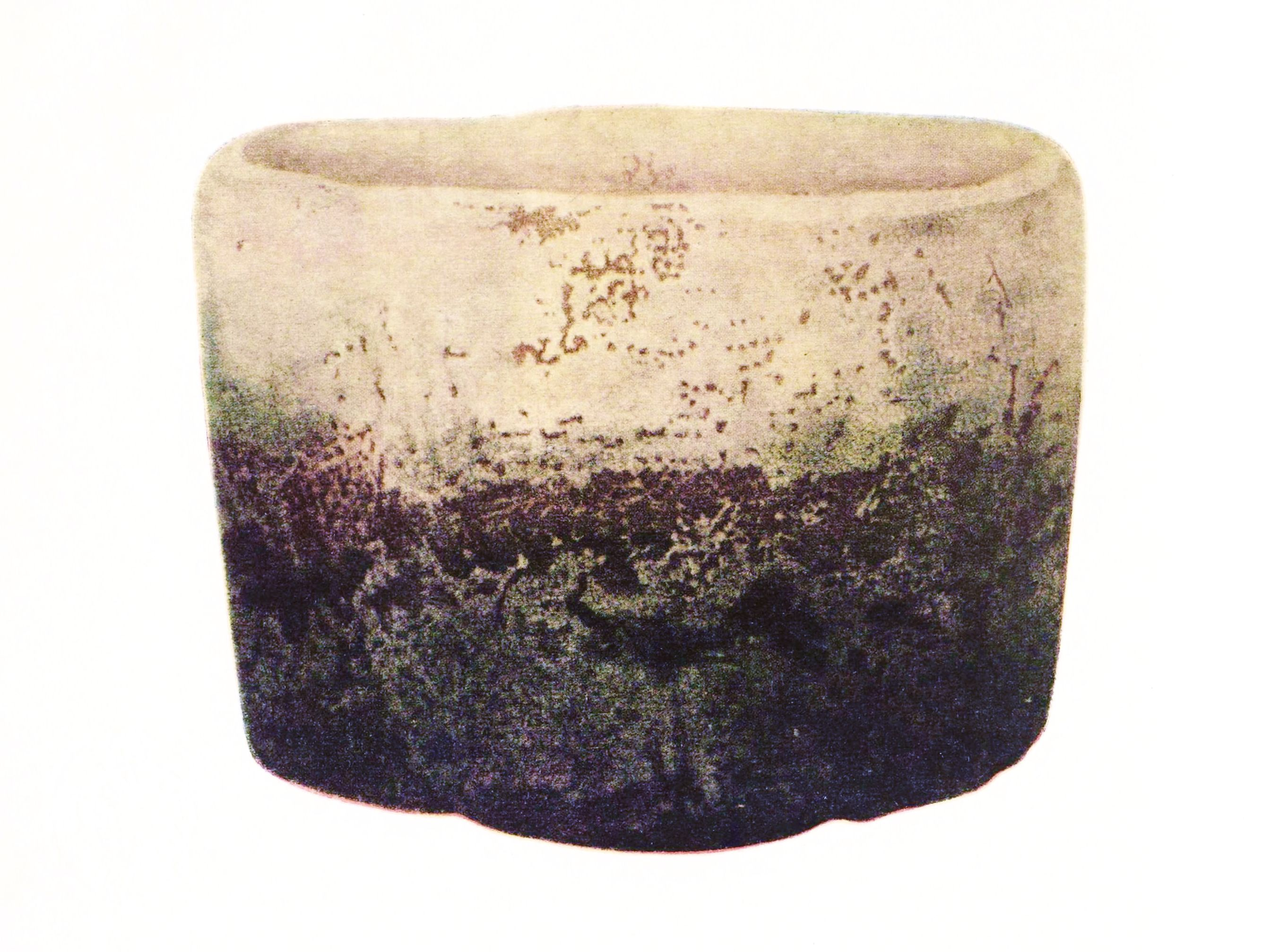
후지산에서 출토한 라쿠 찻잔

라쿠야키(일본어: 楽焼)는 일본의 도자기의 일종으로, 일본의 다례에 전통적으로 사용된다. 대개 찻사발 형태로 되어있다. 낮은 불 온도, 납, 유약을 사용하여 만들며 뜨겁게 타오르는 동안 가마로부터 조각들을 제거한다.

## 역사
16세기, 센노 리큐라는 일본의 차 명인이 주라쿠다이의 건설에 참여했고 타일 제조를 하던 조지로는 와비-사비 스타일의 다례에 사용되는 손으로 주형을 튼 찻사발을 생산한다.